# Kongo-Kinshasa
Den här artikeln handlar om Demokratiska republiken Kongo, som har Kinshasa som huvudstad. För Republiken Kongo, som har Brazzaville som huvudstad, se Kongo-Brazzaville.
Demokratiska republiken Kongo (franska: République démocratique du Congo), ofta kallad Kongo-Kinshasa, fram till 1966 Kongo-Léopoldville, är en republik och en suverän stat i Centralafrika. Det är det till ytan näst största landet i Afrika och gränsar i norr till Kongo-Brazzaville, Centralafrikanska republiken och Sydsudan, i öster till Uganda, Rwanda, Burundi och Tanzania, i söder till Zambia och Angola och har i väster en liten kustremsa vid Kongoflodens mynning mot Atlanten, endast 37 kilometer lång. Demokratiska republiken Kongo har den fjärde största befolkningen i Afrika.
Föregående statsbildningar med samma gränsdragningar inkluderar Kongostaten, Belgiska Kongo, Kongo-Léopoldville och Zaire.

## Historia

### Förkolonial historia
Det finns bevis att människor bosatte sig i Kongobäckenet för ca 80 000 år sedan. Det första kända större riket i vad som idag är Demokratiska republiken Kongo var Kongoriket, grundat omkring 1400, vilket täckte södra Kongo och norra nuvarande Angola. Den första europé som kom till området var den portugisiska sjöfararen Diogo som 1482 anlände till Kongoflodens utlopp. Kongoriket hade kontakter med Kungariket Portugal från slutet av 1400-talet då dess kung konverterade till kristendom och antog namnet João I. Några decennier senare kom utbytet mellan de båda staterna att handla mer om slavhandeln än om religion. Kongoriket levde kvar till början av 1900-talet, trots inbördeskrig och en del utbrytarrörelser, innan det slutligen försvann efter många år som vasallstat till Portugal. I de östra delarna av dagens Kongo-Kinshasa härjade under 1800-talet arabiska slavhandlare och regionen utgjorde del av de handelsnät som sträckte sig från Östafrika.

### Kolonialtiden
År 1870 lät kung Leopold II av Belgien inta Kongodeltat och tvinga dess lokalbefolkning till slavarbete. Naturtillgångar som elfenben och gummi skövlades. 1874–1878 genomförde John Rowland (också känd som sir Henry Morton Stanley) upptäcktsresor i landet och 1878 nåddes även en kolonial överenskommelse mellan britterna och Leopold II angående Kongo. 
Vid Kongokonferensen 1884–1885 beslutades att ett enormt territorium innefattande hela Kongobäckenet, med dagens gränsdragning, skulle tillfalla en "neutral part" istället för de etablerade kolonialmakterna. Denna neutrala part var Internationella Kongosällskapet som indirekt ägdes av just kungen av Belgien. Kongostaten bildades och utvecklas till kung Leopolds personliga koloni, via privatägda europeiska bolag och legosoldater i Force publique exploaterades Kongos naturrikedomar genom att använda lokalbefolkningen som slavar. 
Den officiella målsättningen var att skapa ett frihetligt mönsterrike i Kongofristaten. I verkligheten var målet att berika sig med vilka medel som helst och det skulle senare visa sig att den belgiske kungens rovdrift på naturtillgångarna, främst naturgummi och elfenben, hade halverat landets befolkning – ett folkmord på cirka 10 miljoner människor.
Internationella protester och ramaskri i den europeiska pressen ledde till att Leopold II tvingades överlämna Kongo till den belgiska staten som år 1908 övertog förvaltningen av vad som därefter kallades Belgiska Kongo. Likt andra europeiska kolonier fanns inga som helst demokratiska institutioner i Belgiska Kongo och det politiska styret stod direkt under den belgiska kolonialministern i Bryssel som ledde ett råd för koloniala angelägenheter. Den dagliga administrationen av kolonin sköttes av en generalguvernör i Boma. 
Många av kolonins afrikanska befolkning underkastades tvångsarbete på plantager och i gruvor ägda av europeiska företag och investeringar i infrastruktur gjordes främst för att främja råvaruexporten. 
Skolsystemet dominerades av Romersk-katolska kyrkan och svarta afrikaner tilläts erhålla en grundläggande utbildning men förhindrades systematiskt i enlighet med den strikta koloniala rassegregationen att söka till högre utbildning. Överallt i samhället behandlades vita kolonister som överlägsna den inhemska befolkningen.
Mot slutet av 1950-talet ökade kraven på grundläggande politiska rättigheter för svarta afrikaner. Belgien genomförde, om än motvilligt, vissa smärre reformer. 1959 tvingades Belgien att acceptera självständighet för Kongo. Rundabordssamtal mellan inhemska politiska ledare och representanter för kolonialstyret följde året därpå och 1 juli 1960 förklarades Republiken Kongo (allmänt kallat Kongo-Léopoldville för att särskilja det från grannlandet med samma namn i norr) självständigt.[källa behövs]

### Kongokrisen och Mobutu-eran

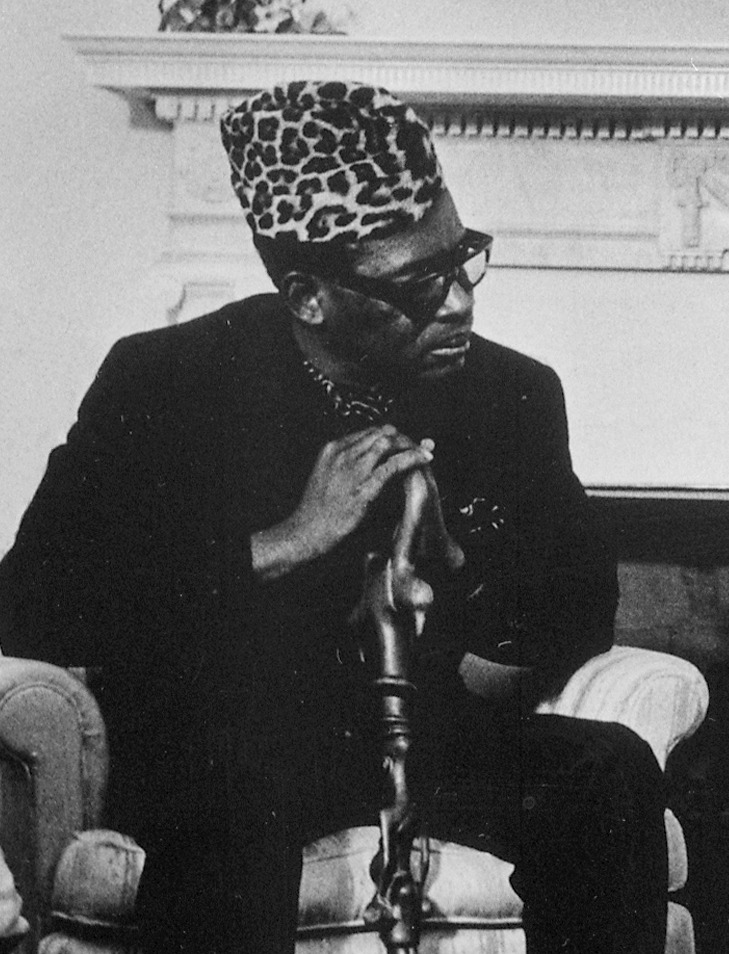
Mobutu Sese Seko, president 1965-1997.

I maj 1960 hölls det första parlamentsvalet i Kongo och största parti blev vänsternationalistiska MNC och högersinnade Alliance des Bakongo. Joseph Kasavubu från Alliance des Bakongo utsågs till president och Patrice Lumumba från MNC till premiärminister. 
Den nya statsbildningen kastades omedelbart ut i djup politisk kris, först gjorde arméstyrkor landsomfattande myteri och sedan utropade de mineralrika provinserna Katanga och Sydkasai sin självständighet. Kongokrisen kom att bli en av de svåraste internationella konflikterna på 1960-talet; den forna kolonialmakten Belgien vägrade att släppa de ekonomiska intressena i Katanga vilket ledde till direkt stöd till separatisterna, och oenigheterna eskalerade mellan president Kasavubu (som föredrog nära relationer med USA) och premiärminister Lumumba (som tvingades be Sovjetunionen om hjälp för att slå ner separatistupproren). 
FN-insatsen ONUC varade fram till år 1964 och hade bland annat inslag av svensk trupp. Krisen utmynnade i arméchefen general Joseph-Desiré Mobutus militärkupper med stöd av CIA, först 1961 och ånyo 1965. De olika upproren krossades av Mobutu som etablerade ett djupt korrumperat enpartisystem i landet, som 1966 bytte namn till Demokratiska republiken Kongo.
General Mobutu påbörjade ett kulturellt reformprogram med syfte att förkasta koloniala influenser och återgå till det "afrikanska ursprunget". Detta program, Authenticité, tog sig bland annat uttryck i de namnbyten som genomfördes för flera kongolesiska städer: Léopoldville blev Kinshasa, Stanleyville blev Kisangani, Elisabethville blev Lubumbashi etc. Sjöarna Albertsjön och Edwardsjön på gränsen mot Uganda bytte namn till Mobutusjön och Idi Aminsjön. År 1971 bytte Mobutu åter namn på landet, denna gång till Republiken Zaire, efter Kongoflodens nya namn (Zairefloden). Själv antog han personnamnet Mobutu Sese Seko Kuku Ngbendu wa za Banga ("Den allsmäktige krigaren som tack vare sin uthållighet och oändliga vilja att vinna går från seger till seger och lämnar eld i sitt spår"), normalt förkortat till Mobutu Sese Seko. Förnamnet Joseph strök han som varande alltför europeiskt. 
Mobutu överförde i början av 1970-talet utländska koncessioner i landet till sina allierade som i sin tur helt enkelt auktionerade ut företagens egendom och sedan lät dem gå under medan de anställda kongoleserna kastades ut i arbetslöshet och fattigdom. Hela statsapparaten genomsyrades av djup korruption, Zaire blev typexemplet på en kleptokrati och av landets stora utvecklingslån från t.ex. IMF gick det mesta rakt ner i Mobutus egna fickor. General Mobutu stöddes under hela kalla kriget främst av USA och Belgien och satt säkert vid makten ända till 1990-talet.[källa behövs]

### Krigen på 1990-talet

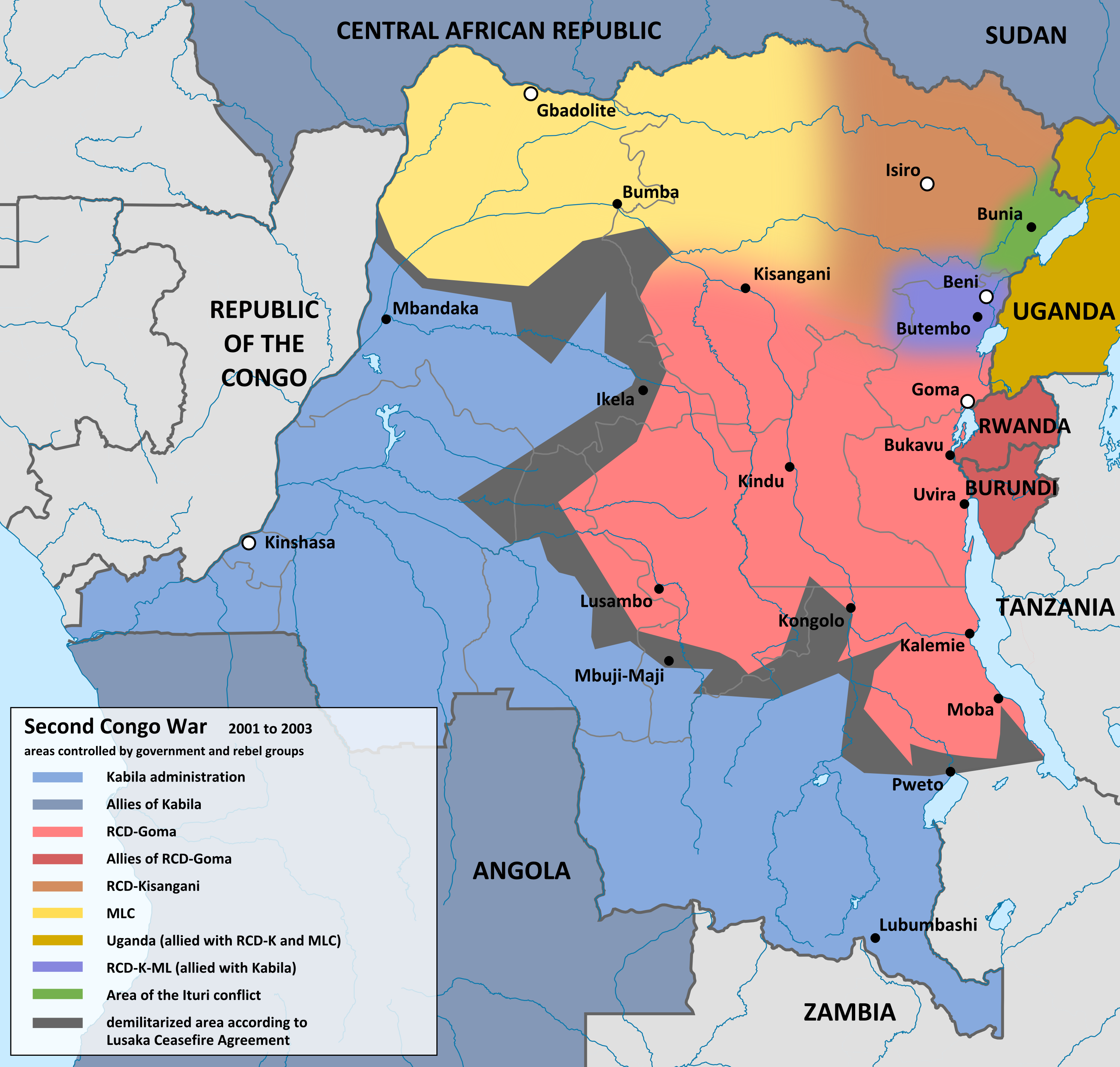
Konfliktområden och utländska parter i andra Kongokriget.

1993 ledde etniska strider i Masisi och statskuppen i Burundi till att 120 000 människor begav sig på flykt varav många hamnade i flyktingläger i provinsen Södra Kivu i östra Zaire. I efterdyningarna av folkmordet i Rwanda kom ungefär två miljon rwandiska flyktingar, mestadels från folkgruppen hutu som hade jagats bort när Rwandiska patriotiska fronten tog över det lilla grannlandet i öster, till Zaires östligaste provinser. Blandat med flyktingarna var gärningsmän från folkmordet, hutumiliser som från 1995 nyttjade de enorma flyktinglägren i Zaire som baser för nattliga räder in i Rwanda. Våldet i Rwanda spred sig till Zaire och 300 000 människor tvingades fly från sina hem. Konflikten eskalerade till första Kongokriget och skakade Mobutus då redan försvagade styre. Rebellgruppen AFDL under Laurent Kabila, som till stor del bestod av tutsimilis, tog till vapen mot president Mobutu och jagade honom i landsflykt den 17 maj 1997. Landet återtog namnet Demokratiska republiken Kongo och Laurent Kabila blev president.
Redan 1998 bröt krig återigen ut i Kongo: andra Kongokriget kom att vara i fem år och resulterade i hundratusentals döda. Det började efter att Laurent Kabilas forna allierade, regeringarna i Rwanda och Uganda, vände sig emot honom och stödde den tutsidominerade rebellrörelsen RCD:s försök till uppror. Militär skickades till Kabilas försvar från Angola, Zimbabwe, Namibia, Tchad och Sudan och försöket att avsätta regeringen misslyckades. Tillströmningen av utländska styrkor och delningen av landet i rivaliserande maktzoner gav konflikten namnet ”Afrikas första världskrig”. Trots flera försök att få till stånd fred upphörde inte stridigheterna. Den 10 juli 1999 undertecknades ett vapenstillestånd i Lusaka och alla de utländska truppinsatserna ersattes av FN:s fredsbevarande styrka MONUC. Mindre strider pågick även efter detta. Kabila mördades den 16 januari 2001 och hans son Joseph Kabila utnämndes till statschef tio dagar senare. I oktober 2002 fick Kabila de rwandiska styrkorna att dra sig tillbaka från östra delen av landet och två månader senare skrev samtliga stridande parter under ett fredsavtal. Genom en provisorisk författning som antogs 4 april 2003 sattes formellt punkt för det krig som pågått sedan 1998. Författningen stadgade att landet under högst två och ett halvt år skulle styras av en samlingsregering med i princip alla betydande politiska krafter representerade.[källa behövs]

### Nya konflikter under 2000-talet

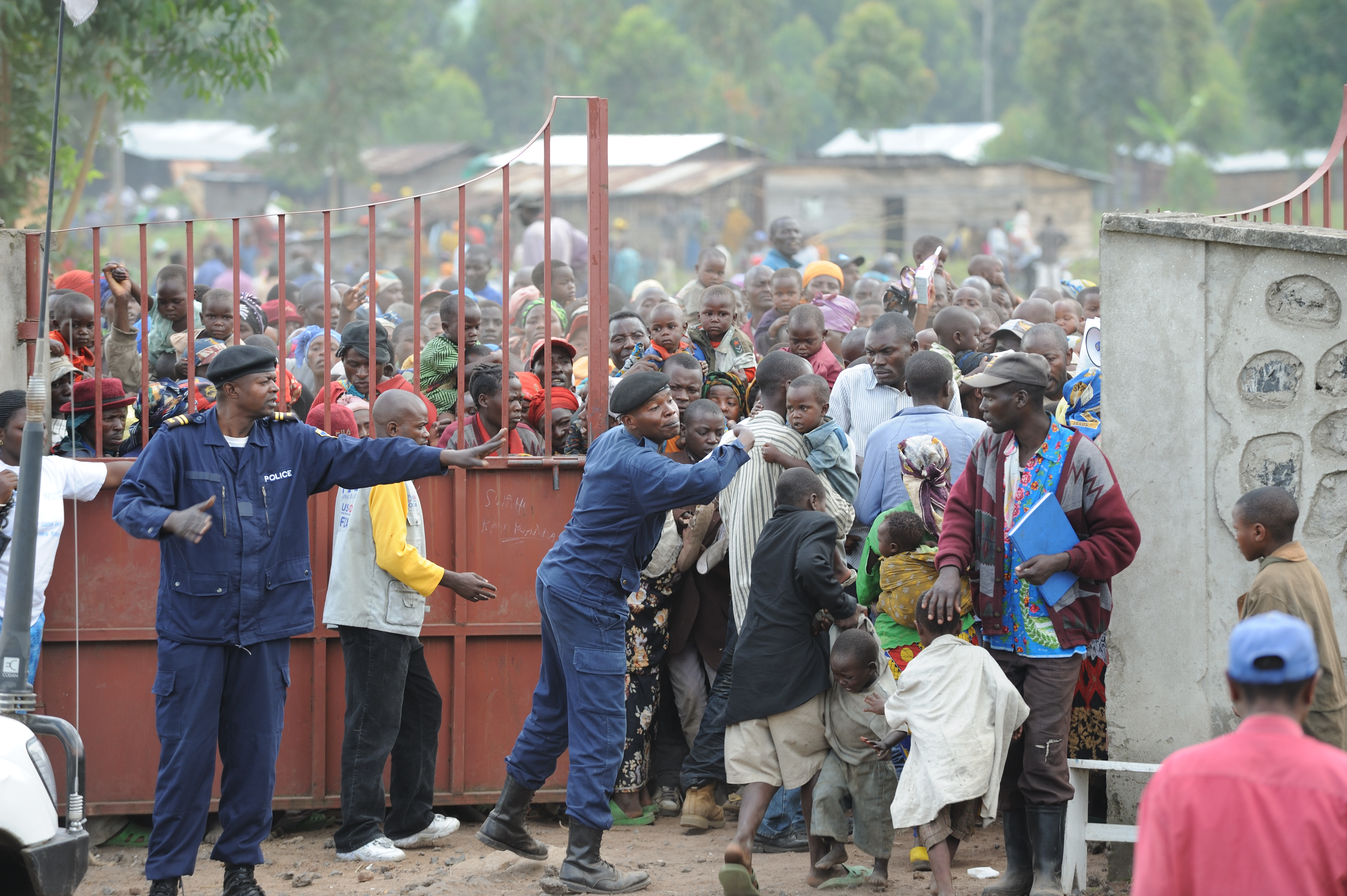
Unicef distribuerar mat i Goma, november 2008.

Respekten för fredsavtalet och den provisoriska författningen var på sina håll ganska begränsad, och nya konflikthärdar blossade snabbt upp i Kongos östra provinser. Decenniers vanstyre och en svagt utvecklad nationskänsla i den kolonialt skapade, konstlade statsbildningen har fortsatt att försvåra en stabil, fredlig utveckling. 2005 gjordes ändå vissa framsteg genom en ny författning (trädde formellt ikraft i februari 2006) som banade väg för parlaments- och presidentval som hölls den 30 juli 2006. Presidentvalet vanns av sittande presidenten Joseph Kabila, vilket ledde till sammandrabbningar mellan oppositionsledaren Jean-Pierre Bembas anhängare och presidentens styrkor under hösten innan polis och FN-styrkor lyckades lugna situationen. Våldsamma kravaller bröt ut igen i januari 2007 i den västra provinsen Kongo-Central efter att oppositionen förlorade guvernörsvalet där och anklagade president Kabila för att köpa röster.
Förutom politiska stridigheterna mellan president Kabila och oppositionen har diverse regionala konflikter fortsatt att pågå oavbrutet sedan andra Kongokrigets slut medan nya konflikter har brutit ut vid sidan om de gamla. Den före detta arméofficeren Laurent Nkunda inledde år 2006 ett uppror i östra Kongo mot regeringen, Kivukonflikten, med förevändningen att skydda tutsifolket i regionen mot de hutumiliser som fortfarande fanns där, en motivering som fick gehör av Rwandas regering. Samtidigt pågick en konflikt, Iturikonflikten, mellan främst folkgrupperna hema och lendu i det guldrika distriktet Ituri i nordost, en konflikt som mellan 1999 och 2006 tagit uppemot 60 000 liv. Kivukonflikten har präglats av rekrytering av barnsoldater och anklagelser om att rebellerna bara vill ha kontroll över naturrikedomarna i de östra provinserna. I början av 2009 allierade sig de forna fienderna Kongo och Rwanda och gjorde gemensam sak mot rebellgrupperna.[källa behövs]

### Efter Kabila 2019–
Kongo-Kinshasa styrdes 2001−2019 av Joseph Kabila. Under åren blev Kabila en allt mer auktoritär ledare och planerade val sköts upp flera gånger. President- och parlamentsval hölls slutligen i december 2018. Oppositionsledaren Félix Tshisekedi utsågs till ny president även om det rådde tvivel om att han verkligen hade vunnit valet. Den nye presidenten blev dock beroende av Kabilas läger, som dominerade parlamentet. Kring årsskiftet 2020/2021 såg det dock ut som om Tshisekedi var på väg att, åtminstone delvis, frigöra sig från Kabilas grepp. 

## Geografi

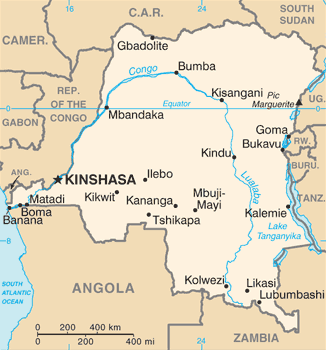
Karta över Demokratiska republiken Kongo.

Kongo är beläget vid ekvatorn i Afrika och gränsar till (medurs från sydväst) Angola, Atlanten, Kongo-Brazzaville, Centralafrikanska republiken, Sydsudan, Uganda, Rwanda, Burundi, Tanzania (över Tanganyikasjön), och Zambia. Landet ligger mellan latitud 6° N och 14° S, och longitud 12° och 32° E. En tredjedel ligger norr om ekvatorn och två tredjedelar söder om. Kongos yta, 2 345 408 kvadratkilometer, är något större än Spanien, Frankrike, Tyskland, Sverige och Norge tillsammans.
Som ett resultat av läget vid ekvatorn har Kongo hög nederbörd och den högsta frekvensen av åska i världen. Den årliga nederbörden kan uppgå till 2000 millimeter på vissa ställen, och Kongos regnskogsområde är världen näst största (efter Amazonas regnskog). Den obrutna skogsregionen innefattar större delen av Kongoflodens avrinningsområde, som sluttar mot Atlanten i väster. Regnskogen omfattar området mellan 4° N och 5° S och är omgivet av savann i söder och sydväst, berg och högplatåer i väster och täta gräsmarker längsmed Kongofloden i norr. Längst österut ligger den ständigt snötäckta bergskedjan Ruwenzori.

### Hydrografi
Kongofloden och dess bifloder upptar nästan hela landet. De viktigaste bifloderna är Kasai, Sangha, Ubangifloden (även skriven som Oubangui), Aruwimi och Lulonga, och tillsammans med huvudfloden utgör de ryggraden i Kongos transportväsende, då landet i stor utsträckning saknar farbara vägar.
Kongofloden rinner upp i bergskedjorna Ruwenzori, Virunga och Itombwe som ligger på västra sidan av det Östafrikanska gravsänkesystemet, samt i Tanganyikasjön och Mwerusjön. Floden rinner i stort sett rakt västerut från Kisangani strax nedanför Boyomafallen, böjer sedan gradvis av mot sydväst, förbi Mbandaka, flyter ihop med Ubangi och Kasai, och rinner ut i Pool Malebo. Huvudstaden Kinshasa och Brazzaville ligger på motsatta sidor av floden vid poolen.
Därefter smalnar floden av och flyter i katarakterna vid Ingafallen innan den rinner ut i Atlanten vid Matadi och Boma. Kongofloden har det näst största flödet av någon flod i världen (efter Amazonas). Flodmynningen och en 45 km bred landremsa vid dess norra strand är Kongos enda kust mot havet.
I bergskedjorna i öster finns på grund av det tektoniska läget flera aktiva vulkaner. Geologiska processer i området skapar också de berömda afrikanska stora sjöarna, varav tre ligger på Kongos östra gräns: Albertsjön, Edwardsjön och Tanganyikasjön.

### Klimat
Klimatet är tropiskt och norr om ekvatorn infaller regntiden mellan april och oktober, söder om ekvatorn mellan november och mars. I höglänta inlandsområden är det svalare. I södra delen av landet förekommer längre torrperioder. Kongofloden kan svämma över under regntiden. I Great Rift Valley finns aktiva vulkaner.

### Naturskydd och miljöproblem
Några av Kongo-Kinshasas miljöproblem är att tjuvjakt hotar de vilda djuren, att vattnet är förorenat och att alltför kraftig skogsavverkning leder till jorderosion. Större delen av Kongo-Kinshasa saknar naturskydd, men landet har dock ett av världens största regnskogsreservat, Salonga (36 000 km²).

## Styre och politik

### Författning och styre
Landets statsskick är enligt 2006 års författning baserat på ett semipresidentiellt system där republikens statschef (Kongo-Kinshasas president) utser en premiärminister baserat på vilket parti som kan samla en majoritet i parlamentets underhus, Nationalförsamlingen. Kongo-Kinshasas premiärminister och kabinett är ansvariga inför Nationalförsamlingen. Presidentval hålls var femte år i samband med allmänna val till Nationalförsamlingen. Enligt författningen skall parlamentets överhus, Senaten, väljas efter val till provinsförsamlingarna (Senaten väljs indirekt av provinsförsamlingarna).
2006 års författning innebar en kraftig decentralisering av den politiska administrationen i landet där de 26 nya provinserna erhöll utökade befogenheter till självbestämmande. Trots detta räknas landet inte som en federal stat och presidenten och centralregeringen behåller stort inflytande över provinserna. Sedan självständigheten har samtliga av landets författningar föreskrivit en enhetsstat men samtidigt på ett otydligt och inkonsistent sätt inkluderat diverse federala inslag vilket har bidragit till motsättningar mellan den nationella och regionala beslutsfattandenivån.

### Administrativ indelning
Kongo-Kinshasa är indelat i 25 provinser samt staden Kinshasa. Enligt konstitutionen som trädde i kraft 2006 skulle provinsindelningen förändras inom tre år efter ikraftträdandet, men den nya provinsindelningen genomfördes först i juli 2015. Efter en övergångsperiod valdes guvernörer i början av 2016.
Innan den nya provinsindelningen trädde i kraft var landet indelat i elva provinser.[källa behövs]

### Rättsväsen
Rättsväsendet är en blandning av belgiska rättssystemet och traditionell sedvanerätt.
Enligt 2006 års grundlag är rättsväsendet oberoende av det politiska systemet, ändå utses första instansernas domare av presidenten.
Det finns två typer av appellationsdomstolar, för militära mål respektive civila mål. Ytterst finns tre typer av instanser Högsta domstolen, författningsdomstolen samt Högsta rättsrådet.

## Ekonomi och infrastruktur

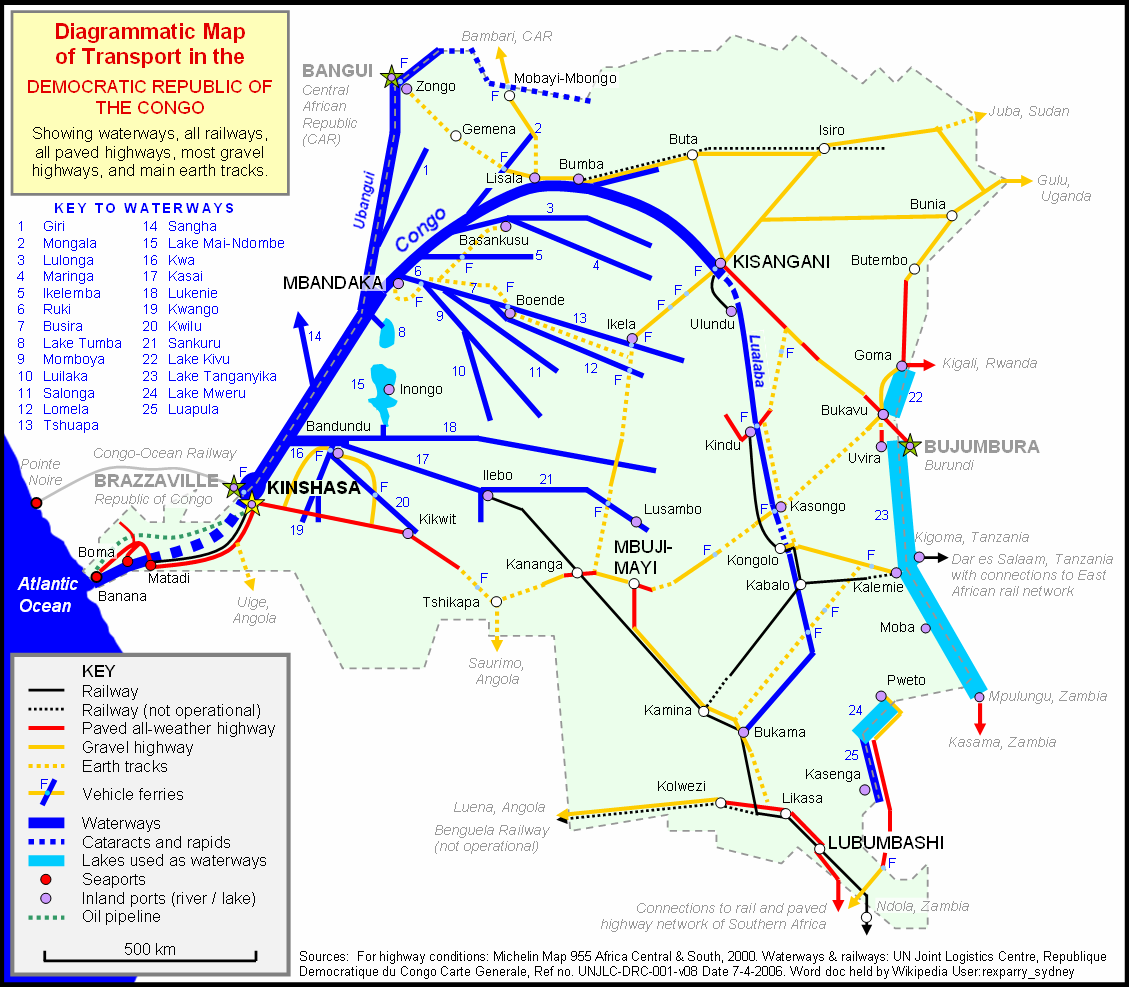
Viktigare transportvägar i Kongo.

Demokratiska republiken Kongo har egentligen stora förutsättningar att bli ett välmående land, men krig och korruption under många år har dramatiskt försämrat ekonomin. Skatteintäkterna är låga, statens utgifter höga och utlandsskulden växer. Folket lider av hungersnöd och sjukdomar. Med hjälp av bland annat IMF och Världsbanken ska man försöka vända den ekonomiska utvecklingen, den informella sektorn stora storlek gör detta svårt, mycket ekonomisk verksamhet sker utan statens inblandning.
År 2017 beräknades Kongo-Kinshasa ha en bruttonationalprodukt (köpkraftsparitet) på 68 331 000 000 internationella dollar, en BNP (PPP) som var lägre än Bahrain, Slovenien och Zambia men högre än Paraguay och Afghanistan. Landets BNP (PPP) per capita låg samma år på 474,281 internationella dollar, vilket var den näst lägsta siffran i världen. Endast den Centralafrikanska republiken hade en lägre BNP (PPP) per capita.

### Näringsliv

#### Energi och råvaror
Nästan all elektricitet framställs av vattenkraft.
Kongo-Kinshasa är ett av Afrikas rikaste länder med hänsyn till naturtillgångarna. Mest kända är koppartillgångarna i den tidigare provinsen Katanga, men i landet finns även tillgångar på diamanter, kobolt, guld, kadmium, petroleum, silver, zink, mangan, tenn, germanium, uran, radium, bauxit, järnmalm, coltan och kol. Timmer, ädelträ, palmolja och kautschuk utvinns ur skogstillgångarna. År 1959 stod Kongo för 9 % av världens kopparproduktion, 49 % av dess kobolt och 69 % av dess industridiamanter. Landet har även betydande vattenkraft.[källa behövs]

### Infrastruktur

#### Transporter
Järnvägs- och vägnätet är i dåligt skick. En stor del transporter sker på floderna.

#### Utbildning och forskning
Under slutet av kolonialtiden, under 1950 och 1960-talen, var primärskoleutbildningen bland Afrikas bästa då missionsskolorna höll en hög kvalité på utbildningen. Men efter att landet blev självständigt har både innehållet och organisationen gradvis försämrats.
Primärskolan är obligatorisk och erbjuds utan kostnad. Den är sexårig och börjar vid sex års ålder.
Sekundärskolan är frivillig och är även den sexårig men indelad i två delar, en tvåårig förberedande del och en fyraårig teoretisk eller yrkesinriktad del.
Högre utbildning tillhandahålls av både offentliga och privata aktörer. Det finns bland annat fyra universitet och ett femtiotal högskolor.
Andelen elever som går grundskolan har pendlat kraftigt över tid. Fram till mitten av 1990-talet var antalet elever i primärskolorna ungefär 60 %, men runt år 2000 var den siffran nere på ungefär 30 %. I början av 2020-talet har andelen barn i skolan ökat igen till omkring 75 %.

## Befolkning

### Demografi

#### Minoriteter
Det finns över 200 etniska grupper i landet och majoriteten av dem är olika bantufolk. De största etniska grupperna är Mongo, Luba, Kongo (alla bantufolk) och Mangbetu-Azande (hamitiska). Tillsammans utgjorde dessa grupper cirka 45 procent av befolkningen i mitten på 2020-talet.

#### Migration
År 2017 befann sig totalt 245 052 flyktingar från Rwanda i Kongo-Kinshasa, enligt uppgifter från 2016. Dessutom hade landet tagit emot 102 802 flyktingar från Centralafrikanska republiken, 79 495 från Sydsudan och 39 919 från Burundi.
Antalet internflyktingar i Kongo-Kinshasa uppskattades år 2016 till 2,2 miljoner. Dessa människor hade tvingats lämna sina hem på grund av konflikter mellan regeringsstyrkor och rebeller som pågått sedan mitten av 1990-talet. Majoriteten av internflyktingarna befann sig i de östra provinserna.

### Språk
Franska är officiellt språk men lingala används som överbryggande språk, så kallat lingua franca, vid till exempel handel. Även kingwana som är en dialekt av swahili används liksom kikongo och tshiluba.
Läs- och skrivkunnighet i franska, lingala, kingwana eller tshiluba hos personer 15 år och äldre var år 2015 uppskattat till 63,8 %. Där en högre andel män, 78,1 %, än kvinnor, 50 % kunde läsa och skriva.

### Religion
Officiellt är 80 % av Kongos befolkning kristen. Landets största trossamfund är den romersk-katolska kyrkan som drygt 50 % av invånarna tillhör. Omkring 20 % av invånarna är protestanter. De flesta av dessa tillhör Église du Christ au Congo (ECC). 10 % är kimbanguister.
Islam samlar ungefär 10 % av kongoleserna och ungefär lika många tillämpar olika former av animism eller synkretism.
Kongo-Kinshasas officiella befolkningsstatistik är gammal och den senaste folkräkningen hölls den 1 juli 1984, då den faktiskt befintliga befolkningen i landet (de facto) uppgick till 29 916 800 invånare, varav 14 543 800 män och 15 373 000 kvinnor.

### Hälsa
Hiv/Aids är ett stort hälsoproblem och 2015 var 0,85 % av den vuxna befolkningen och totalt 374 100 människor var smittade. Antalet dödsfall per år uppskattades till 21 700.
Andel av den vuxna befolkningen som lider av fetma: 3,7 % (2014)
Andel av barn under 5 års ålder som är underviktiga: 23,4 % (2014)

### Övrig befolkningsdata
År 2016 var medianåldern i Kongo-Kinshasa 18,4 år, med en medianålder på 18,1 år för män och 18,6 år för kvinnor. För mödrar i åldersgruppen 25–29 år var den genomsnittliga åldern vid första barnets födelse 19,9 år, enligt data från 2013/2014. Mödradödligheten i landet uppgick till 693 dödsfall per 100 000 födslar år 2015.
I folkräkningen uppgick den folkbokförda (de jure) befolkningen till 30 729 443 invånare, varav 15 093 094 män och 15 636 349 kvinnor. Folkräkningen 1984 var den enda som hållits i Kongo-Kinshasa sedan självständigheten. Den senaste officiella befolkningssiffran från landet är från 1991, då befolkningen uppskattades till 36 671 512 invånare. Invånartalet i Kongo-Kinshasa uppskattades i juli 2016 av The World Factbook till 81 331 050 invånare, av Förenta nationerna (befolkning den 1 juli 2016) till 79 723 000, Internationella valutafonden till 86 654 000 invånare (för år 2017) samt Världsbanken (juli 2016) till 78 736 153 invånare.

## Kultur

### Traditioner

#### Kultursymboler och viktiga personligheter
Nobelpristagaren dr. Denis Mukwege har arbetat för att uppmärksamma sexuellt våld i väpnade konflikter. Den flerfaldigt prisbelönta människorättsaktivisten Immaculée Birhaheka har arbetat för kvinnors, i synnerhet våldtäktsoffers, rättigheter i Kongo-Kinshasa. Även Rebecca Masika Katsuva blev känd för sin kamp för våldtäktsoffer under kriget i Kongo-Kinshasa.

## Internationella rankningar
| Organisation                                | Undersökning                   | Rankning   |
| ------------------------------------------- | ------------------------------ | ---------- |
| The Economist                               | Demokratiindex 2018            | 165 av 167 |
| World Bank Group                            | Doing Business Report 2019     | 183 av 190 |
| Heritage Foundation/The Wall Street Journal | Ekonomisk frihet-index 2019    | 176 av 180 |
| FN:s utvecklingsprogram                     | Human Development Index 2018   | 179 av 189 |
| Transparency International                  | Korruptionsindex 2018          | 161 av 180 |
| Reportrar utan gränser                      | World Press Freedom Index 2019 | 154 av 180 |